# Чернятська сільська рада
| Чернятська сільська рада — колишній орган місцевого самоврядування у Бершадському районі Вінницької області з адміністративним центром у с. Чернятка. Сільраді були підпорядковані населені пункти: - с. Чернятка - с. Хмарівка |

## Склад ради
Рада складається з 20 депутатів та голови.

## Керівний склад сільської ради
| ПІБ                           | Основні відомості                                                                                | Дата обрання | Дата звільнення |
| ----------------------------- | ------------------------------------------------------------------------------------------------ | ------------ | --------------- |
| Олексій Станіслав Олексійович | Сільський голова, 1962 року народження, освіта, член Української республіканської партії «Собор» | 26.03.2006   | 31.10.2010      |
| Легкун Василь Петрович        | Сільський голова, 1952 року народження, освіта вища, член Комуністичної партії України           | 31.10.2010   |                 |

Примітка: таблиця складена за даними джерела